# Als es noch Wassermänner gab
Als es noch Wassermänner gab ist ein deutscher Animationsfilm der DEFA von Johannes Hempel (sorbisch Jan Hempel) aus dem Jahr 1991. Der Film wurde als Puppentrick in Stop-Motion gedreht.

## Handlung
In einem Dorf in der Lausitz lebt die junge Hanka. Sie ist so schön, dass ihre Brüder jegliche Hausarbeit für sie übernehmen, da eine „Gräfin“ schließlich nicht arbeiten soll. Hanka wünscht sich daher einen Ehemann, der sämtliche Arbeit in Haus und Hof übernimmt. Sie hat viele Verehrer, doch weist sie jeden ab. Selbst den Hühnerkönig, der ihr seine beste Henne schenken will, schickt sie davon, da sie sich schließlich um seine Hühner kümmern müsste. Heimlich ist Hanka in Jan, einen Torfstecher verliebt, der mit seinem Dudelsack immer zum Tanz aufspielt. Als Jan sie zum Tanz bittet, wirft seine Ziege den Torfwagen um und Hankas Schürze wird schmutzig. Obwohl sie wütend ist, erscheint sie zum Tanz. Jan will sie dennoch nicht zum Mann nehmen, da er keine Geige spielt.
Jan erhält Unterstützung vom Wassermann, der ihm eine Geige schenkt. Zum Ausgleich soll er seinen Söhnen das Musizieren beibringen und nach einiger Zeit bilden die drei Wassermännerkinder ein passables Orchester. Jan wirbt nun um Hanka, doch will die einen Mann mit einem Pferd, wie der Hühnerkönig eins besitzt. Da sie kurz zuvor über die Ziege gestolpert war und sich dabei die Schürze zerrissen hatte, nimmt die Ziege alle Schuld auf sich. Mit großer Anstrengung und großem Willen gelingt es ihr, sich in einen prächtigen Schimmel zu verwandeln. Als Jan auf ihm nun um Hanka wirbt und die begeistert ist, fängt das Pferd an zu wiehern und verrät sich mit ihrem Gemecker als verwandelte Ziege. Hanka lehnt die Werbung ab. Der Wassermann erscheint mit reich geschmückter Kutsche und Pferden und wirbt um Hanka, die seine Werbung spontan annimmt. Bald jedoch hat sie ein schlechtes Gewissen, sehnt sie sich doch nach Jan. Im Reich des Wassermannes braucht sie zudem nicht nur nicht zu arbeiten – sie kann es auch nicht, weichen doch Arbeitsgeräte und Spinnräder vor ihr zurück, sobald sie sich ihnen nähert. Hanka wird traurig, sieht sie doch, dass andere Spaß bei der Arbeit haben.
Der Wassermann hat unterdessen nicht die Absicht, Hanka zu heiraten. Er putzt sich als Brautwerber heraus und lädt die Lausitzer der Tradition entsprechend zur Heirat von Hanka und Jan ein. Hanka wird in die Tracht der Braut gekleidet und schließlich zum überraschten Jan gefahren, der sie glücklich in die Arme schließt. Zur Hochzeit erscheinen nicht nur Gäste aus allen Lausitzer Gegenden, sondern auch viele Wassermänner. Die müssen von nun an im Winter nie mehr frieren, da Hanka ihnen allen wärmende Schals strickt.

## Produktion
Als es noch Wassermänner gab beruht auf einem sorbischen Märchen. Regisseur Johannes Hempel (1917–1998), der in Bautzen geboren wurde, gilt als Pionier des Puppentrickfilms der DDR und war Sorbe und Mitbegründer des Arbeitskreises sorbischer Filmschaffender mit den sorbischen Bräuchen und Traditionen vertraut. Zahlreiche sorbische Hochzeitsbräuche werden im Film aufgenommen, darunter die des Brautwerbens. Die Figuren tragen sorbische Trachten und die Braut wird in einem traditionellen, sorbischen Hochzeitskleid zu Jan gefahren. Auch die Vorstellung des Wassermanns, Wódny muž, ist tief in der sorbischen Mythologie verankert.
Der Film enthält keine Dialoge. Stattdessen erzählen die Sprecher Lars Jung und Peter Thomsen die Handlung. Die Animation des Puppentricks stammt von Steffen Brandes.
Der Film, der 1989 fertiggestellt, jedoch erst 1991 veröffentlicht wurde, lief unter anderem 1992 auf dem IFF Oberhausen, 1993 in der Sparte Animation beim Goldenen Spatz sowie 1996 auf dem Kinderfilmfest der Berlinale.